# عقد 640
عقد 640 هو عقد امتد بين 1 يناير 640 و31 ديسمبر 649 بحسب التقويم الميلادي. سبقه عقد 630 ولحقه عقد 650.

## أحداث
- فتح مكران (644)
- فتح الإسكندرية (641)
- معركة عين شمس (640)
- فتح سبيطلة (647)
- معركة أصفهان (642)
- معركة نهاوند (642)
- معركة نقيوس (646)
- معركة مسرفيلد (642)

## مواليد
- سعيد بن المسيب (642)
- مجاهد بن جبر (642)
- عروة بن الزبير (644)
- غوديبرت ملك اللومبارد (645)
- الفرزدق (641)
- الإمبراطور كوبون (648)
- أبان بن عثمان بن عفان (641)
- العباس بن علي (647)
- عطاء بن أبي رباح (647)
- أبو بكر بن الحسن بن علي (647)
- تونيوكوك (646)

## وفيات
- سفرينوس (640)
- النعمان بن مقرن المزني (641)
- مارتينا (641)
- بلال بن رباح (642)
- خالد بن الوليد (642)
- يوحنا الرابع (642)
- عبد الله بن سلام (643)
- أبو لؤلؤة المجوسي (644)
- عمر بن الخطاب (644)
- الخنساء (645)
- سراقة بن مالك المدلجي (645)
- يوحنا السلمي (649)

## كتب
- Yves Denis Papin (1998). Chronologie de l'histoire ancienne. Lieu de publication non identifié: Éditions Jean-paul Gisserot. ISBN:2-87747-346-5. OCLC:40746926. مؤرشف من الأصل في 2022-03-16.
- موسوعة حضارة العالم (2002) لأحمد محمد عوف.

## روابط خارجية
- تصفح سنة بسنة عقد 640 على موقع onthisday.com
- تصفح سنة بسنة عقد 640 ابتداءً من سنة عقد 640 على موقع المكتبة الوطنية الفرنسية